# Pygopleurus anemoninus
Pygopleurus anemoninus là một loài bọ cánh cứng trong họ Glaphyridae. Loài này được Brulle miêu tả khoa học năm 1832.